# Bremsestopperen
Bremsestopperen er en dokumentarfilm instrueret af Poul Eibye.